# Bærums kommun
Bærums kommun (norska: Bærum kommune) är en kommun i Akershus fylke i sydöstra Norge. Kommunen ligger mellan Askers kommun och Oslo kommun. Det är en välmående förort direkt väster om Oslo. Tätortsbebyggelsen i kommunen ingår i Oslo tätort, inklusive staden Sandvika som utgör kommunens centralort.
Bærum är Norges femte största kommun med över 120 000 invånare. Bærum är även Norges klart rikaste kommun, med den största andelen miljonärer och har också landets högsta utbildningsnivå. Bærum är ett av de dyraste bostadsområdena i Norge och är i nivå med de dyraste områdena i det angränsande västra Oslo.

## Namnet
Namnet (fornnordikt Bergheimr) är sammansatt av berg and heimr (hem, gård). Det har förmodligen ursprungligen kommit från en gård som låg nedanför Kolsås. Området kallades i äldre tider för Bergheimsherað (Bergheimrs härad).

## Historia
Området som idag är känt som Bærum har varit lantbruksområde så långt tillbaka som bronsåldern och flera arkeologiska fynd härstammar från järnåldern. Namnet härstammar från ett namn i sagan om kung Sverre Sigurdsson, omkring år 1200. Det finns flera kyrkoruiner i sten från 1100-talet i Haslum och Tanum.
Pilgrimsvägen till Trondheim som etablerades efter år 1030 gick genom Bærum och det finns bevis på att kalkugnar användes i området omkring år 850. Det fanns hamnar för export av kalk i Slependen och Sandvika. Kalkugnarna är motivet i kommunvapnet.
På 1600-talet upptäcktes fyndigheter av järn i Bærum och järnverket Bærums Verk startades. Industrier för tillverkning av papper och spikar, sågfabriker, glasbruk och tegeltillverkning etablerades längs Lysakerälven och Sandvikselva under de följande århundradena. Det fanns fruktträdgårdar och andra lantbruk som det fortfarande finns rester av idag.
Under andra världskriget använde tyskarna interneringslägret Grini i Bærum för norska befäl och senare som läger för krigsfångar. I dag heter fängelset Ila landsfengsel. Utanför fängelset finns ett monument och ett litet museum.
Med början på 1950-talet började lantbruket ge vika för bostäder. Fortfarande är dock bara en tredjedel av området (64 km²) täckt med bostäder, över hälften är skogsbruk och 17 km² lantbruk.

## Geografi

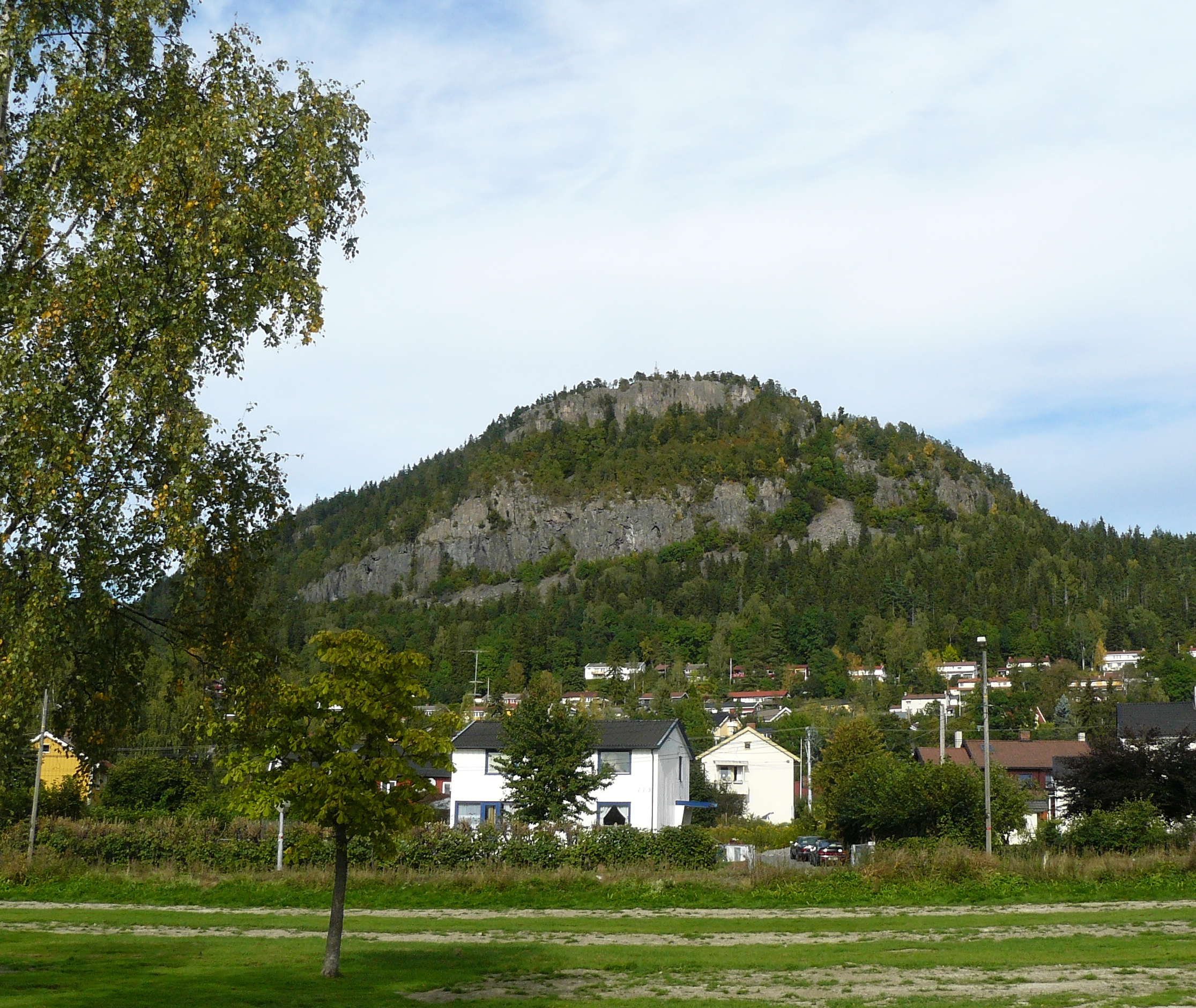
Kolsåstoppen.

Bærum är Akershus fylkes största kommun och Norges femte största sett till antal invånare. Centralorten är staden Sandvika. De flesta arbetsplaterna ligger längs kusten mellan Sandvika i väster och Lysaker i öster. Tätortsbebyggelsen i kommunen ingår i Oslo tätort.
Bærums kommuns högsta punkt är Vidvangshøgda (549 m ö.h.) nordöst i Krokskogen, men den bästa utsikten får man från södra toppen av den lättillgängliga Kolsås (349 m ö.h.). Härifrån kan man se ut over nästan hela kommunen, in till Oslo, över till Nesodden och den inre delen av Oslofjorden. Sandvikselva är en flod som bildas där Lomma och Isielva möts. Floden mynnar ut i Oslofjorden vid Kadettangen.
Den fysiska geografin i Bærum domineras av en klippig kustlinje längs Oslofjorden och i inlandet, bergiga områden som reser sig mot norr och mot öster där det finns stora skogsområden. Berget Kolsås utgör ett naturligt centrum men kommunen omfattar också den isolerade Lommedalen. Fyra större floder rinner genom kommunen: Lysakerelva, Sandvikselva, Lomma och Øverlandselven och det finns ett stort antal sjöar, både i bebodda och obebodda områden. Bærums geologi utgör också några av de bästa exemplen på mångfalden i Osloområdets bergsformationer och fossilfynd. I Bærum finns en stentyp som är karakteristisk för Osloområdet - rombporfyr, en lavasten som skapades då området var vulkaniskt aktivt för många hundra miljoner år sedan och en supervulkan hade ett utbrott.
Bærums skogiga omgivningar erbjuder stora möjligheter för utomhusaktiviteter, som skidåkning, skogspromenader och fiske. "Bæringar" är generellt flitiga användare av "Marka" - ett populärt namn för skogsområdet som omger Osloområdet.

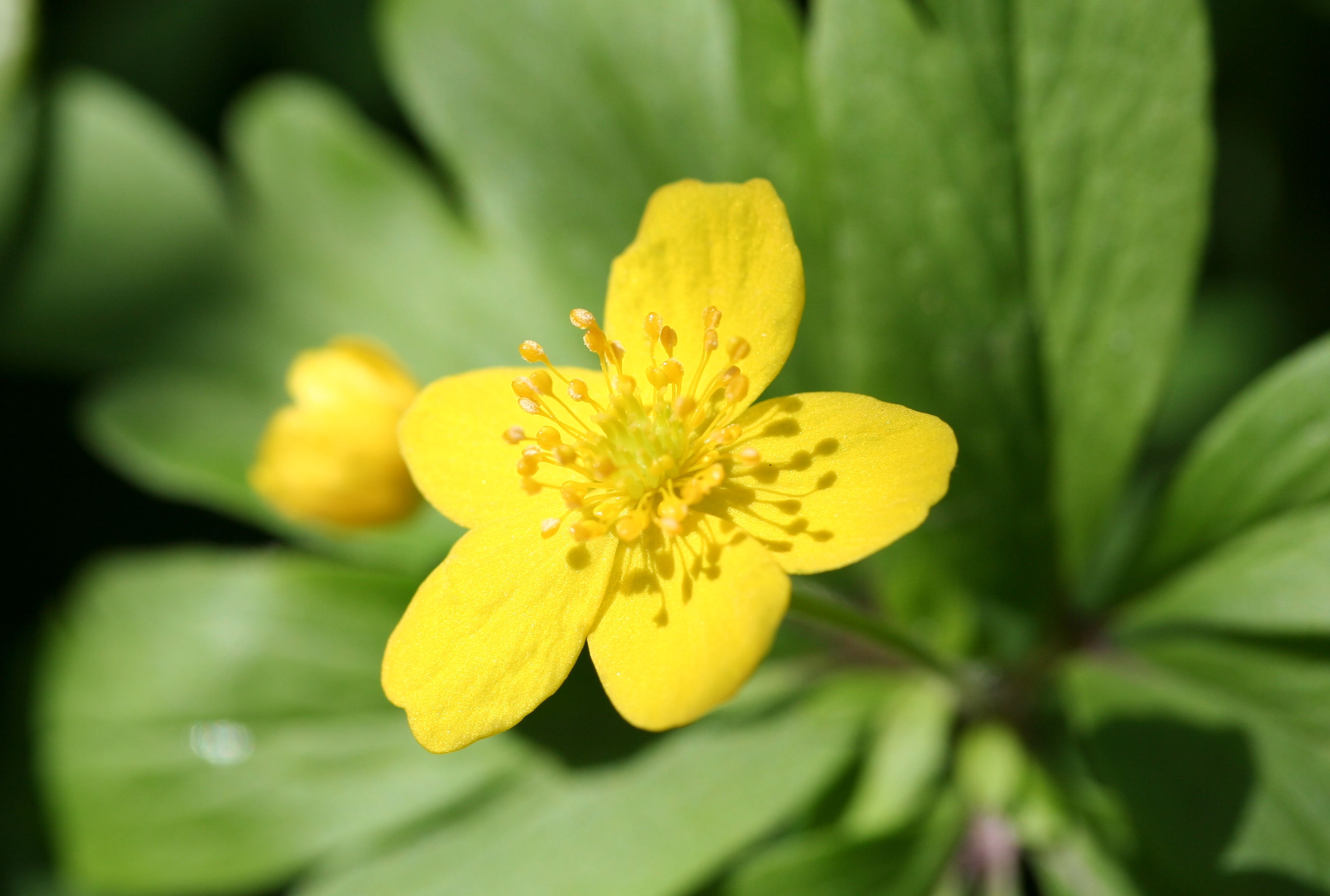
Gulsippa är Bærums kommunblomma.

## Ekonomi
Bærums industriella bas har sedan 1950-talet gett plats för serviceindustri, som försäljning, offentlig service mm. Det får en stor del av sina skatteintäkter genom att många bor i Bærum och jobbar i Oslo.
Två av Norges mest trafikerade motorvägar (E18 och E16) och järnväg, Drammenbanan, går igenom kommunen. En gren av Oslos tunnelbana går till Kolsås i kommunen. Det har varit en kraftig expansion av antalet kontorsbyggnader längs E18, speciellt kring Lysaker under de senaste 20-30 åren, vilket har minskat trycket på områden i centrala Oslo.
Bærum har den högsta genomsnittliga inkomst- och utbildningsnivån, och är landets bästa urbana kommun att leva i när det gäller förvaltning och service för invånare. Bærum har också den högsta andelen miljonärer med 20,03% av befolkningen.

## Demografi
Bærum är ett av de mest tätbefolkade områdena i Norge. Befolkningstätheten är jämn längs E18, ut från Oslo och det fortsätter in i grannkommunen Asker.
Bærum är Norges rikaste kommun med en medelinkomst per capita (2002) på 370 800 norska kronor, vilket kan jämföras med genomsnittet för landet på 262 800 norska kronor. Bærum har också landets högsta utbildningsnivå. Invånarna - bæringer - anses ofta vara snobbiga, trots att befolkningen egentligen är ganska heterogen.

### Tätorter
I Bærums kommun finns en tätort:
- Oslo (del av, inklusive centralorten Sandvika)

Orten Sollihøgda har tidigare räknats som en tätort men uppfyller inte längre kriterierna.

## Kultur

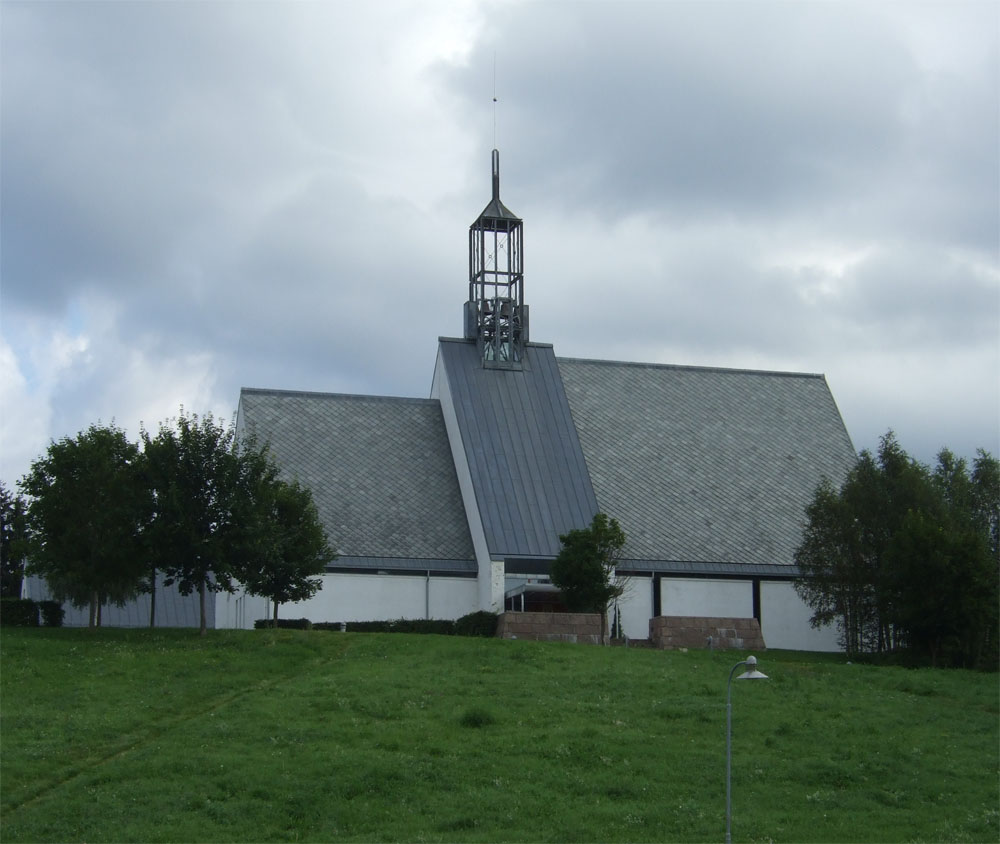
Lommedalens kyrka.

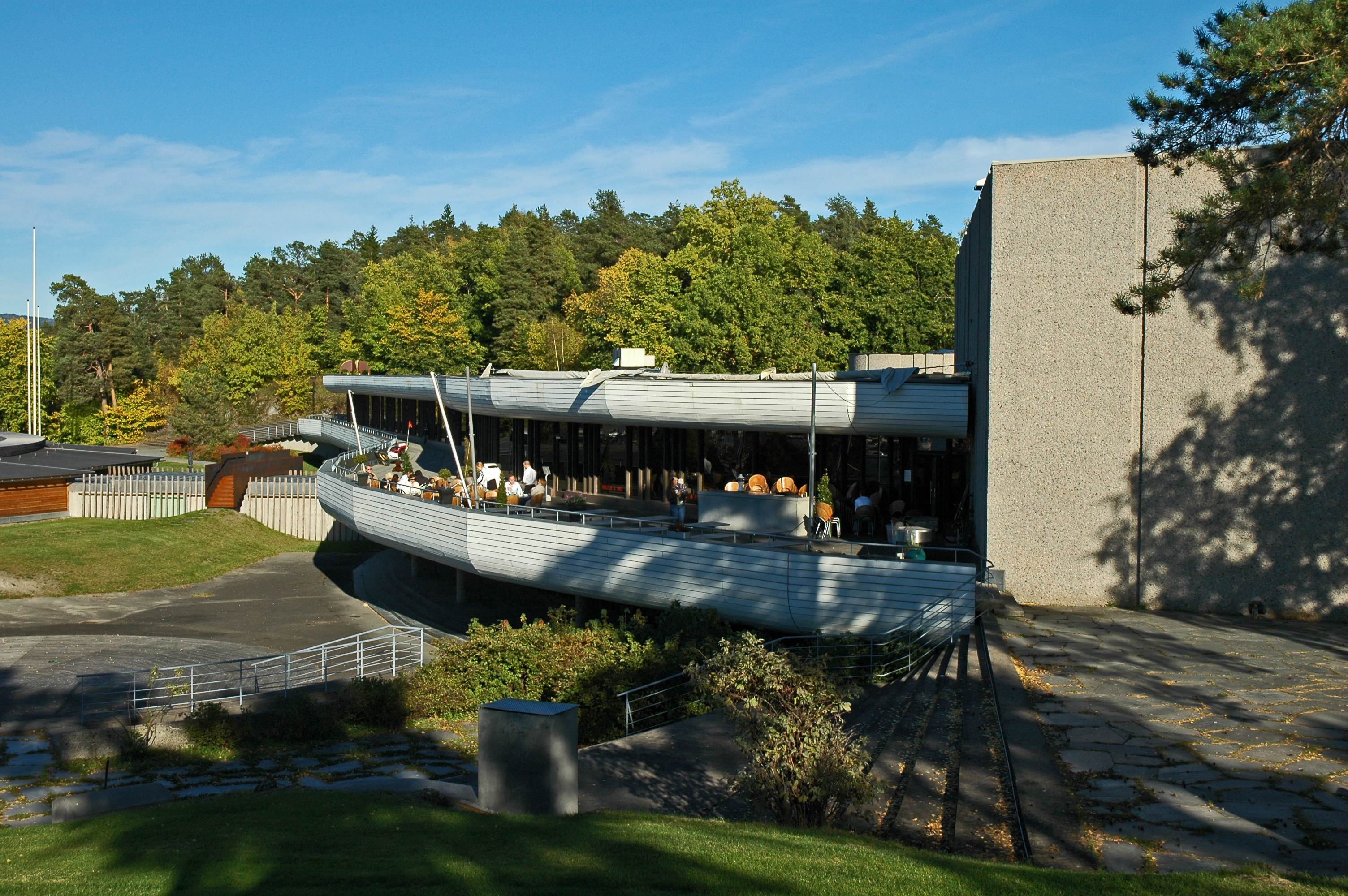
Henie-Onstad kunstsenter.

Ett antal konstnärer etablerade sig i Bærum, särskilt konstskolan som startade 1859 av Johan Fredrik Eckersberg. Bland konstnärerna som gjorde mycket av sitt arbete i Bærum kan nämnas Fritz Thaulow, Christian Skredsvig, Harriet Backer, Kitty Kielland, Otto Sinding, Eilif Peterssen, Gerhard Munthe och Erik Werenskiold.
Henie-Onstad kunstsenter är ett konstmuseum på Høvikodden som startades av konståkaren Sonia Henie och hennes man Niels Onstad 1968. Museet har ca 100.000 besökare per år.
Claude Monet bodde vintern 1895 i Sandvika och målade en rad bilder med motiv från området. Det mest kända är gamla Løkke bro i Sandvika. Målningen köptes tillbaka till Norge på 1990-talet då den var utlagd till försäljning. Köpet finansierades av arbetsgivarföreningen Norsk Arbeidsgiverforening (numera NHO). Målningen befinner sig i Nasjonalgalleriets samlingar. En annan känd bild med lokalt motiv är Kolsåstoppen som Monet målade. Claude Monets allé i Sandvika är uppkallad efter honom.
Lokaltidningem för Asker och Bærum, Budstikka, hade en upplaga på 29 439 exemplar (2006).

## Sport
Lagsporten i Bærum fick ett rejält uppsving i slutet av 1990-talet, då fotbollslaget Stabæk avancerade till högsta divisionen. Stabæk är tillsammans med FC Lyn Oslo de lag i Tippeligaen som hade flest egna juniorspelare i truppen (2006). Stabæk vann cupfinalen 1998. Av kända fotbollslag har Bærum också en av Norges bästa juniorklubbar Bærum SK, som spelade i division 1 senast 2003. Bandy har alltid varit en stor sport i kommunen och kombinationen fotboll som sommarsport och bandy som vintersport är ganska vanlig bland unga idrottsutövare. Stabæk Bandy har 12 norgemästerskap i bandy och kommunen har också Øvrevoll/Hosle som elitserielag. Dessutom har kommunen handbollslag på hög nivå både för damer (NTG/Stabæk) och herrar (2005 mäsatre Haslum HK).
I Bærum finns ett stort idrottsutbud och kommunen har flera stora sportanläggningar och -hallar, som till exempel fler-idrottsanläggningen Hauger idrettspark (bl.a. ishockey, bandy, fotboll, baseball och möjlighet för golf), Nadderudhallen (simning, inomhussporter och bowling), Gjønneshallen (fotboll, handboll, basket och klättring), Nadderud stadion (fotboll och friidrott) med närliggande konstgräsplan samt alpinanläggningarna i Kirkerudbakken, Krydsbybakken och Kolsåsbakken. Dessutom erbjuder terrängen goda möjligheter för längdskidåkning med flera elljusspår, både i Vestmarka och Bærumsmarka.
Kommunen har också fostrat många framgångsrika individuella idrottare - Berit Berthelsen, norsk rekordhållare i längdhopp i fyrtio år, friidrottade för Tyrving från Sandvika, längdskidåkaren Anette Bøe, världsmästare på 5 och 10 km i Seefeld in Tirol 1985 och Anne Jahren, världsmästare på 10 km fristil i Oberstdorf 1987 (silver i stafett 4x5 km), Calgary 1988 och brons 20 km, Sarajevo 1984), Harald Stenvaag, skytt från Vestre Bærum Salongsskytterlag som vann silver på 50 m liggande i OS i Barcelona 1992, Knut Holmann, paddlare med totalt tre OS-guld, två från Sydney 2000 och ett från Atlanta 1996, och alpinskidåkarna Finn Christian Jagge och Hans Petter Buraas samt världsrekordhållaren i skidflygning Bjørn Einar Romøren.
Magnus Carlsen är en av världens bästa schackspelare (2008). I april 2008 var han rankad som nummer fem i världen.

## Sevärdheter
- Lommedalsbanan är en museijärnväg i Lommedalen. Banan har en längd på omkring 1.000 meter och har öppet sommarhalvåret.
- Bærums Verk är ett handels- och museiområde kring det gamla järnverket där man bland annat producerade ugnar.
- Från Kolsåstoppen har man fin utsikt över stora delar av Bærum.

## Områden
Bærum är indelat i 22 områden och 413 kretsar.
Folkmängden i områdena är (1 januari 2005):
- Østerås-Eiksmarka: 3 927
- Hosle nord: 2 973
- Voll: 4 896
- Grav: 5 624
- Hosle sør: 4 677
- Jar: 5 793
- Lysaker: 3 439
- Snarøya: 2 807
- Stabekk: 6 261
- Høvik: 4 172
- Løkeberg-Blommenholm: 6 863
- Haslum: 5 286
- Østre Bærumsmarka: 1 936
- Sandvika-Valler: 4 742
- Jong: 2 762
- Slependen-Tanum: 7 005
- Dønski-Rud: 3 186
- Kolsås: 5 185
- Rykkinn: 8 971
- Kirkerud-Sollihøgda: 3 449
- Bærums Verk: 7 565
- Lommedalen: 3 064
- Ej uppgett/utan bostad: 107

Totalt: 104 690

## Socknar
Inom Norska kyrkan är Bærums kommun indelad i tio socknar:
- Bryns socken
- Eiksmarka socken
- Fornebulandets socken (innan 2017 Lysaker/Snarøya socken)
- Haslums socken
- Helgeruds socken
- Høviks socken
- Jars socken
- Lommedalens socken
- Tanums socken
- Østerås socken

Socknarna ingår i Bærums prosteri i Oslo stift.

## Politik
Bærum har styrts av Høyre sedan partipolitiken startade, med undantag av fyra år mellan 1952 och 1956, och har alltid varit en politisk högerorienterad kommun. Kommunstyret har 51 medlemmar, fördelat enligt följande för perioden 2011-2015:
- Høyre 27 medlemmar
- Arbeiderpartiet 11 medlemmar
- Fremskrittspartiet 4 medlemmar
- Sosialistisk Venstreparti 2 medlemmar
- Venstre 6 medlemmar
- Kristelig Folkeparti 1 medlemmar
- Pensjonistpartiet 1 medlem

Høyre har alltså egen majoritet med 27 medlemmar. Lisbeth Hammer Krog, den nuvarande ordföranden, har varit ordförande i kommunen sedan 2011.

### Ordförande
- 2011– Lisbeth Hammer Krog (1961–) (H)
- 1991–2011 Odd Reinsfelt (1941–) (H)
- 1979–1991 Gunnar Gravdahl (1927–) (H)
- 1978–1979 Halvor Stenstadvold (1944–) (H) (fung.)
- 1968–1979 Willy Greiner (1919–2000) (H)
- 1838–1845 Elias Smith (1788–1861)

## Kända personer

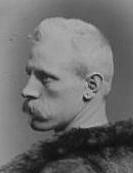
Fridtjof Nansen

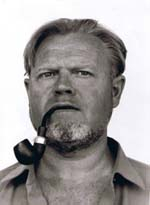
Arnold Haukeland

- Peder Ringeneie (1820–1847), avrättad hustrumördare
- Kitty Kielland (1843–1914), målare
- Harriet Backer (1845–1932), målare
- Fridtjof Nansen (1861–1930), zoolog, polarforskare, humanist, mottagare av Nobels fredspris
- Arnold Haukeland (1920-1983), skulptör
- Ivo Caprino (1920–2001), filmproducent og regissör
- Jo Benkow (1924–, politiker
- Andreas Martinsen, ishockeyspelare
- Toralv Maurstad, (1927-), norsk skådespelare
- Finn Alnæs (1932–1991), författare
- Kjell Hallbing (1934–2004), författare
- Anita Thallaug (1938-), skådespelerska och sångerska
- Gro Harlem Brundtland (1939), politiker, tidigare statsminister
- Anita Skorgan (1958–), artist
- Jan Tore Sanner (1965-), politiker
- Harald Eia (1966–), komiker, textforfattare och skådespelare
- Finn Christian Jagge Finken (1966–), f.d. skidåkare, alpint
- Vebjørn Sand (1966–), konstnär
- Pål Hanssen (1972–), bandyspelare
- Hans Petter Buraas (1975–), alpinist
- Ola Gjeilo (1978–), kompositör
- Erik Lundesgaard (1980–) författare
- Bjørn Einar Romøren (1981–), backhoppare
- Henning Hauger (1985–), fotbollsspelare
- Marius Thorp (1988–), golfspelare
- Magnus Carlsen (1990–), schackspelare
- Tiril Eckhoff (1990-), skidskytt

## Vänorter/kommuner
- Uppsala kommun (Sverige)
- Frederiksbergs kommun (Danmark)
- Tartu (Estland)
- Hafnarfjörður (Island)
- Tavastehus (Finland)